# Amictus setosus
Amictus setosus är en tvåvingeart som beskrevs av Friedrich Hermann Loew 1869. Amictus setosus ingår i släktet Amictus och familjen svävflugor. Inga underarter finns listade i Catalogue of Life.